# Philipp Staab

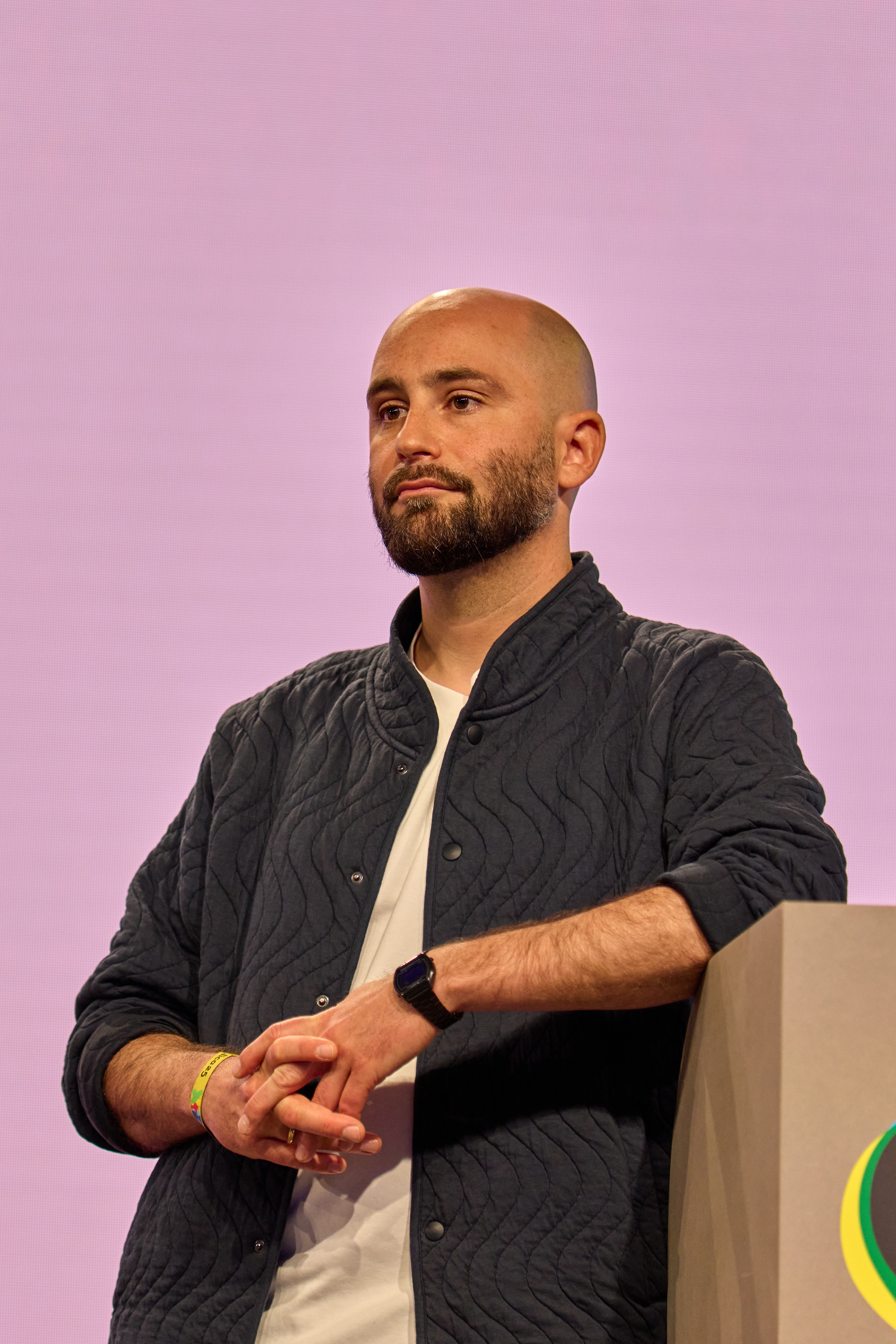
Philipp Staab, 2025

Philipp Staab (* 1983 in Nürnberg) ist ein deutscher Soziologe und Professor für Soziologie der Zukunft der Arbeit am Institut für Sozialwissenschaften der Humboldt-Universität zu Berlin sowie am Einstein Center Digital Future (ECDF). Seine Arbeits- und Forschungsschwerpunkte sind Digitalisierung und Digitaler Kapitalismus, Arbeits-, Wirtschafts- und Industriesoziologie, Techniksoziologie, politische Soziologie, soziale Ungleichheit und politische Ökonomie. Insbesondere beschäftigt er sich dabei mit Fragen der politischen Gestaltung des Digitalen Kapitalismus, der Rolle von Nachhaltigkeit bezüglich der Digitalisierung sowie der Rolle kritischer Infrastrukturen für die gesellschaftliche Zukunftsfähigkeit.

## Leben
Nach einem Studium der Soziologie, Politikwissenschaften und Psychologie an den Universitäten Kassel und Paris Nanterre wurde Philipp Staab 2013 in Kassel mit einer Forschungsarbeit zum im Zuge der Tertiarisierung entstandenen Dienstleistungsproletariat promoviert. Zwischen 2009 und 2016 war Staab wissenschaftlicher Mitarbeiter am Hamburger Institut für Sozialforschung und arbeitete dort im Forschungsprojekt „Das Dienstleistungsproletariat“ unter Leitung von Prof. Heinz Bude sowie leitete die Projekte „Der entbundene Bürger. Kollektive Affekte in der marktkonformen Demokratie“ und „Der digitale Kapitalismus“. Von 2016 bis 2017 folgte eine Stelle als wissenschaftlicher Mitarbeiter am Institut für die Geschichte und Zukunft der Arbeit, an dem er seit 2017 Fellow ist. Ab 2017 war Staab als wissenschaftlicher Mitarbeiter am Lehrstuhl für Makrosoziologie der Universität Kassel tätig. Im Wintersemester 2018/2019 vertrat er die Professur für Technology Studies an der Universität St. Gallen. Seit 2019 hält Philipp Staab die ECDF-Professur für „Soziologie der Zukunft der Arbeit“ am Institut für Sozialwissenschaften der Humboldt-Universität zu Berlin.
Nachdem sich Staab mehrere Jahre mit dem Begriff des Digitalen Kapitalismus auseinandergesetzt hat, befasst er sich im Rahmen der Professur unter anderem mit industriellen digitalen Plattformen und künstlicher Intelligenz sowie Fragen des Wandels von Arbeit. Außerdem beschäftigt er sich mit Fragen zur Zukunft moderner Gesellschaften und ihrer Anpassung an Krisen, allen voran dem Klimawandel.

## Publikationen (Auswahl)
- Eliten der Digitalisierung. Führungswechsel in der deutschen Wirtschaft? Berliner Journal, 2024, 34(3), S. 309–337 (mit Lion Hubrich).
- mit Janosch Schobin (Hg.): Soziologische Einsätze. Festschrift für Heinz Bude zu seiner Entpflichtung, kassel university press, Kassel 2023 (frei verfügbare PDF).
- Anpassung. Leitmotiv der nächsten Gesellschaft, Suhrkamp, Berlin 2022, ISBN 978-3-518-12779-7.[10]
- Privatisierung ohne Privatismus. Soziale Medien im digitalen Strukturwandel der Öffentlichkeit, Leviathan 49, Sonderband 37/2022 Ein neuer Strukturwandel der Öffentlichkeit?, S. 227–297 (mit Thorsten Thiel).
- EU gegen Big Tech. Das Ende der Selbstregulierung?, Blätter für deutsche und internationale Politik 02/2021 (mit Dominik Piétron).
- Das Produktionsmodell des digitalen Kapitalismus, Soziale Welt Sonderband 23/2020 Soziologie des Digitalen – Digitale Soziologie?, S. 285–304 (mit Oliver Nachtwey).
- Industriepolitik im Zeitalter Künstlicher Intelligenz. Zur Renaissance interventionistischer Staatlichkeit, Behemoth 13, Sonderband 1/2020 Politics of Techno-Futures, S. 23–34 (mit Dominik Piétron).
- Digitaler Kapitalismus. Markt und Herrschaft in der Ökonomie der Unknappheit, Suhrkamp, Berlin 2019, ISBN 978-3-518-07515-9.
- Privatisierter Merkantilismus, SPW 234/5 (2019), S. 14–20.
- Exit-Kapitalismus revisited. Der Einfluss privaten Risikokapitals auf Unternehmensentscheidungen, Marktrisiken und Arbeitsqualität in technologieintensiven Jungunternehmen, Leviathan 46/2 (2018), S. 212–231.
- Rekursivität und Horizontalisierung – das kommerzielle Internet als Vorbild digitalisierter Arbeit, AIS-Studien 11/2 (2018), S. 294–307 (mit Simon Schaupp).
- The consumption dilemma of digital capitalism, Transfer. European Review of Labour and Research 23/3 (2017), S. 281–294.
- Kybernetik und Kontrolle. Algorithmische Arbeitssteuerung und betriebliche Herrschaft, PROKLA 187 47/2 (2017), S. 229–248 (mit Eva-Maria Raffetseder und Simon Schaupp).
- Market and Labour Control in Digital Capitalism, TripleC. Communication, Capitalism & Critique 14/2 (2016), S. 457–474 (mit Oliver Nachtwey).
- Kapitalismus und Ungleichheit. Die neuen Verwerfungen, Campus 2016, ISBN 978-3-593-50639-5 (Herausgeber mit Heinz Bude).
- Falsche Versprechen. Wachstum im digitalen Kapitalismus, Hamburger Edition, Hamburg 2016, ISBN 978-3-86854-305-6.
- Personale Herrschaft und die Horizontalisierung des Arbeitskonflikt, AIS-Studien 8/2 (2015), S. 34–48.
- Von Maschinen und Menschen – Arbeit im digitalen Kapitalismus, Themenheft Mittelweg 36, 6/2015 (Gastherausgeber), ISBN                                     978-3-86854-819-8.
- Macht und Herrschaft in der Servicewelt, Hamburger Edition, Hamburg 2014, ISBN                                     978-3-86854-281-3.

Quelle: